# Wilton (Dakota del Norte)
Wilton es una ciudad ubicada en el condado de McLean en el estado estadounidense de Dakota del Norte. En el censo de 2010 tenía una población de 711 habitantes y una densidad poblacional de 426,27 personas por km².

## Geografía
Wilton se encuentra ubicada en las coordenadas 47°9′30″N 100°47′8″O / 47.15833, -100.78556. Según la Oficina del Censo de los Estados Unidos, Wilton tiene una superficie total de 1.67 km², de la cual 1.64 km² corresponden a tierra firme y (1.86%) 0.03 km² es agua.

## Demografía
Según el censo de 2010, había 711 personas residiendo en Wilton. La densidad de población era de 426,27 hab./km². De los 711 habitantes, Wilton estaba compuesto por el 96.34% blancos, el 0% eran afroamericanos, el 2.11% eran amerindios, el 0.14% eran asiáticos, el 0% eran isleños del Pacífico, el 0.56% eran de otras razas y el 0.84% pertenecían a dos o más razas. Del total de la población el 1.27% eran hispanos o latinos de cualquier raza.